# Zweden op de Olympische Zomerspelen 1984
Zweden nam deel aan de Olympische Zomerspelen 1984 in Los Angeles.

## Medailleoverzicht
| Sport            | Olympiër                                                                               | Onderdeel                     | Medaille |
| ---------------- | -------------------------------------------------------------------------------------- | ----------------------------- | -------- |
| Kanovaren        | Agneta Andersson                                                                       | K1 500 m (v)                  | Goud     |
| Kanovaren        | Agneta Andersson Anna Olsson                                                           | K2 500 m (v)                  | Goud     |
|                  |                                                                                        |                               |          |
| Atletiek         | Bo Gustafsson                                                                          | 50 km snelwandelen (m)        | Zilver   |
| Atletiek         | Patrik Sjöberg                                                                         | hoogspringen (m)              | Zilver   |
| Kanovaren        | Lars-Erik Moberg                                                                       | K1 500 m (m)                  | Zilver   |
| Kanovaren        | Per-Inge Bengtsson Lars-Erik Moberg                                                    | K2 500 m (m)                  | Zilver   |
| Kanovaren        | Per-Inge Bengtsson Tommy Karls Lars-Erik Moberg Thomas Olsson                          | K4 1000 m (m)                 | Zilver   |
| Kanovaren        | Agneta Andersson Anna Olsson Eva Karlsson Susanne Wiberg                               | K4 500 m (v)                  | Zilver   |
| Moderne vijfkamp | Svante Rasmuson                                                                        | individueel (m)               | Zilver   |
| Schermen         | Björne Väggö                                                                           | degen individueel (m)         | Zilver   |
| Schietsport      | Ragnar Skanåker                                                                        | vrij pistool 50 m (m)         | Zilver   |
| Worstelen        | Kent-Olle Johansson                                                                    | Grieks-Romeins, tot 62 kg (m) | Zilver   |
| Worstelen        | Roger Tallroth                                                                         | Grieks-Romeins, tot 74 kg (m) | Zilver   |
|                  |                                                                                        |                               |          |
| Atletiek         | Kenth Eldebrink                                                                        | speerwerpen (m)               | Brons    |
| Paardensport     | Ulla Håkanson Ingamay Bylund Louise Nathhorst                                          | dressuur team                 | Brons    |
| Worstelen        | Sören Claeson                                                                          | Grieks-Romeins, tot 82 kg (m) | Brons    |
| Worstelen        | Frank Andersson                                                                        | Grieks-Romeins, tot 90 kg (m) | Brons    |
| Zwemmen          | Per Johansson                                                                          | 100 m vrije slag (m)          | Brons    |
| Zwemmen          | Thomas Leidström Bengt Baron Mikael Örn Per Johansson Richard Milton Michael Söderlund | 4x100 m vrije slag (m)        | Brons    |

## Deelnemers en resultaten per onderdeel

### Atletiek
- Bo Gustafsson
- Kenth Eldebrink
- Thomas Eriksson
- Mats Erixon
- Eva Ernström
- Stefan Fernholm
- Tommy Johansson
- Eric Josjö
- Bengt Simonsen
- Ann-Louise Skoglund
- Tommy Persson
- Patrik Sjöberg
- Kjell-Erik Ståhl
- Christer Gullstrand
- Marie-Louise Hamrin
- Jill McCabe
- Roland Nilsson
- Thomas Nyberg
- Sven Nylander
- Sören Tallhem
- Annette Tånnander
- Kristine Tånnander
- Yngve Wahlander
- Miro Zalar

### Boksen
- Lotfi Ayed
- Håkan Brock
- Christer Corpi
- Vesa Koskela
- Shadrach Odhiambo
- Stefan Sjöstrand

### Boogschieten
- Lisa Andersson
- Gert Bjerendal
- Göran Bjerendal
- Ylva Ivarsson
- Tommy Quick

### Gewichtheffen
- Olavi Blomfjord
- Klaus-Göran Nilsson
- Michael Norell
- Göran Pettersson
- Tom Söderholm
- Bertil Sollevi

### Gymnastiek
- Lena Adomat
- Victoria Bengtsson
- Johan Jonasson

### Handbal

#### Mannentoernooi
- Daniel Augustsson
- Göran Bengtsson
- Per Carlén
- Lennarth Ebbinge
- Lars-Erik Hansson
- Claes Hellgren
- Rolf Hertzberg
- Björn Jilsén
- Pär Jilsén
- Mats Lindau
- Peter Olofsson
- Mats Olsson
- Christer Magnusson
- Per Öberg
- Sten Sjögren

### Judo
- Michel Grant
- Jörgen Häggqvist
- Anders Hellqvist
- Per Kjellin

### Kanovaren
- Agneta Andersson
- Lars-Erik Moberg
- Anna Olsson
- Per-Inge Bengtsson
- Karl Sundqvist
- Tommy Karls
- Eva Karlsson
- Thomas Ohlsson
- Susanne Gunnarsson
- Bengt Andersson
- Göran Backlund

### Moderne vijfkamp
- Svante Rasmuson
- Martin Lamprecht
- Roderick Martin

### Paardensport
- Ingamay Bylund
- Ulla Håkansson
- Louise Nathhorst
- Göran Breisner
- Christian Persson
- Michael Pettersson
- Peter Eriksson
- Jan Jönsson

### Roeien
- Marie Carlsson
- Carina Gustavsson
- Anders Larson
- Annelie Larsson
- Lars-Åke Lindqvist
- Bengt Nilsson
- Hans Svensson
- Anders Wilgotson

### Schermen
- Jerri Bergström
- Greger Forslöw
- Kerstin Palm
- Kent Hjerpe
- Jonas Rosén
- Björne Väggö

### Schietsport
- Ove Sjögren
- Ove Gunnarsson
- Christina Gustafsson
- Margareta Gustafsson
- Cris Kajd
- Ragnar Skanåker
- Roger Jansson
- Erland Johansson
- Christian Heller
- Hans Strand
- Johnny Påhlsson
- Anders Berglind
- Christian Ek
- Kristina Fries

### Schoonspringen
- Anita Rossing-Brown
- Marianne Weinås

### Wielersport
- Bengt Asplund
- Marianne Berglund
- Stefan Brykt
- Magnus Knutsson
- Håkan Larsson
- Per Christiansson
- Lars Wahlqvist
- Kjell Nilsson
- Tuulikki Jahre
- Kristina Ranudd
- Paula Westher

### Worstelen
- Frank Andersson
- Kent Andersson
- Anders Bükk
- Sören Claeson
- Tomas Johansson
- Kent-Olle Johansson
- Benni Ljungbeck
- Lennart Lundell
- Gerry Svensson
- Roger Tallroth
- Karl-Johan Gustavsson

### Zeilen
- Ingvar Bengtsson
- Kent Carlsson
- Henrik Eyermann
- Magnus Grävare
- Martin Grävare
- Dan Lovén
- Magnus Kjell
- Göran Marström
- Hans Nyström
- Bengt Hagander
- Magnus Holmberg
- Krister Söderqvist
- Erik Wallin

### Zwemmen
- Bengt Baron
- Per Johansson
- Thomas Lejdström
- Agneta Eriksson
- Anna-Karin Eriksson
- Hans Fredin
- Karin Furuhed
- Anders Grillhammar
- Rikard Milton
- Mikael Örn
- Malin Rundgren
- Michael Söderlund
- Peter Berggren
- Tom Werner
- Eva-Marie Håkansson
- Petra Hildér
- Anders Holmertz
- Annelie Holmström
- Maria Kardum
- Sofia Kraft
- Ann Linder
- Agneta Mårtensson
- Anders Peterson
- Anette Philipsson

Algerije · Amerikaanse Maagdeneilanden · Andorra · Antigua en Barbuda · Argentinië · Australië · Bahama’s · Bahrein · Bangladesh · Barbados · België · Belize · Benin · Bermuda · Bhutan · Birma · Bolivia · Bondsrepubliek Duitsland · Botswana · Brazilië · Britse Maagdeneilanden · Canada · Centraal-Afrikaanse Republiek · Chili · China · Chinees Taipei · Colombia · Congo-Brazzaville · Costa Rica · Cyprus · Denemarken · Djibouti · Dominicaanse Republiek · Ecuador · Egypte · El Salvador · Equatoriaal-Guinea · Fiji · Filipijnen · Finland · Frankrijk · Gabon · Gambia · Ghana · Grenada · Griekenland · Groot-Brittannië · Guatemala · Guinee · Guyana · Haïti · Honduras · Hongkong · Ierland · IJsland · India · Indonesië · Irak · Israël · Italië · Ivoorkust · Jamaica · Japan · Joegoslavië · Jordanië · Kaaimaneilanden · Kameroen · Kenia · Koeweit · Lesotho · Libanon · Liberia · Liechtenstein · Luxemburg · Madagaskar · Malawi · Maleisië · Mali · Malta · Marokko · Mauritanië · Mauritius · Mexico · Monaco · Mozambique · Nederland · Nederlandse Antillen · Nepal · Nicaragua · Nieuw-Zeeland · Niger · Nigeria · Noord-Jemen · Noorwegen · Oeganda · Oman · Oostenrijk · Pakistan · Panama · Papoea-Nieuw-Guinea · Paraguay · Peru · Portugal · Puerto Rico · Qatar · Roemenië · Rwanda · Salomonseilanden · Samoa · San Marino · Saoedi-Arabië · Senegal · Seychellen · Sierra Leone · Singapore · Soedan · Somalië · Spanje · Sri Lanka · Suriname · Swaziland · Syrië · Tanzania · Thailand · Togo · Tonga · Trinidad en Tobago · Tsjaad · Tunesië · Turkije · Uruguay · Venezuela · Verenigde Arabische Emiraten · Verenigde Staten · Zaïre · Zambia · Zimbabwe · Zuid-Korea · Zweden · Zwitserland